# Miasto z wyrokiem
Miasto z wyrokiem – trzyodcinkowy serial w formie reportażu historycznego. Utwór w reżyserii Wojciecha Maciejewskiego wyprodukowano w 1996. Jest to rekonstrukcja wydarzeń radomskich z czerwca 1976. Wykorzystano materiały archiwalne Telewizji Polskiej i Polskiej Kroniki Filmowej oraz materiały operacyjne MSW, a także wspomnienia uczestników.

## Odcinki
1. Protest (40 min)
2. Odwet (47 min)
3. Skaza (46 min)